# Micheline Bernardini
Micheline Bernardini (Colmar, 1 de dezembro de 1927) é uma ex-dançarina francesa.
Dançarina do Casino de Paris e modelo, foi escolhida por Louis Réard para desfilar sua criação, em 5 de julho de 1946 na Piscine Molitor, em Paris: o Biquíni.

## Vida pessoal
Anos depois de lançamento do biquíni, Bernardini trabalhou no Teatro Tivoli.